# Joanne Brackeen
Joanne Brackeen (26 de julio de 1938, Distrito de San Buenaventura, California, Estados Unidos) es una pianista de jazz y pedagoga musical estadounidense.

## Biografía
Joanne Brackeen, con nombre de nacimiento Joanne Grogan, nació el 26 de julio de 1938 en el distrito de San Buenaventura en el estado de California (Estados Unidos). Recibió clases en el California Institute of the Arts pero se dedicó a imitar los álbumes de Frankie Carle. Su estilo musical estuvo influido por la música de Charlie Parker y el bebop.
Su carrera musical comenzó a finales de la década de 1950 y trabajó con músicos como Dexter Gordon, Teddy Edwards, Harold Land, Don Cherry, Charlie Haden y Charles Lloyd. En 1969 comenzó a destacar cuando se convirtió en la primera mujer en tocar en el grupo de Art Blakey llamado Jazz Messengers. A comienzos de los años 60 contrajo matrimonio con el saxofonista tenor Charles Brackeen, con el que tuvo 2 hijos.
Tocó con Joe Henderson de 1972 a 1975 y con Stan Getz de 1975 a 1977 antes de formar su propio trío y cuarteto. Joanne se consolidó como una pianista de vanguardia a través de sus apariciones en todo el mundo y sus interpretaciones como solista también cimentaron su reputación la pianista más dinámica e innovadora. En algunos de sus tríos estuvo acompañada por Clint Houston, Eddie Gomez, John Patitucci, Jack DeJohnette, Cecil McBee y Billy Hart.
Ha grabado 25 álbumes y es profesora en el Berklee College of Music.

## Discografía

### Como líder
- 1975 Snooze (Choice) – también publicado como Six Ate (Candid)
- 1976 Invitation (Freedom)
- 1976 New True Illusion (Timeless)
- 1977 Tring-a-Ling (Choice)
- 1977 AFT (Timeless)
- 1978 Trinkets and Things (Timeless)
- 1978 Prism (Choice)
- 1978 Mythical Magic (MPS)
- 1979 Keyed In (Tappan Zee/Columbia)
- 1980 Ancient Dynasty (Tappan Zee/Columbia)
- 1981 Special Identity (Antilles)
- 1985 Havin' Fun (Concord Jazz)
- 1986 Fi-Fi Goes to Heaven (Concord Jazz)
- 1989 Live at Maybeck Recital Hall, Volume 1 (Concord Jazz)
- 1991 Breath of Brazil (Concord Jazz)
- 1991 Is It Really True (Konnex)
- 1991 Where Legends Dwell (Ken)
- 1992 Turnaround (Evidence)
- 1993 Take a Chance (Concord)
- 1995 Power Talk (Turnipseed)
- 1999 Pink Elephant Magic (Arkadia Jazz)
- 2000 Popsicle Illusion (Arkadia Jazz)

### Como sideperson
Con Arkadia Jazz All Stars
- Thank You, Duke!

Con Art Blakey
- Jazz Messengers '70 (Catalyst, 1970)

Con Stan Getz
- Getz/Gilberto '76 (Resonance, 1976 [2016]) with João Gilberto
- Live at Montmartre (SteepleChase, 1977)

Con Freddie McCoy
- Funk Drops (Prestige, 1966)
- Peas 'n' Rice (Prestige, 1967)
- Beans & Greens (Prestige, 1967)
- Soul Yogi (Prestige, 1968)

Con Buddy Terry
- Pure Dynamite (Mainstream, 1972)

Con Freddie Hubbard
- Sweet Return (Atlantic, 1983)